# رحلة كينو
رحلة كينو (باليابانية: キノの旅 -the Beautiful World-، بالروماجي:  Kino no Tabi -the Beautiful World-) هي رواية خفيفة من تأليف كييتشي شيغوساوا ورسوم كوهاكو كوروبوشي، نشر أول مجلد في 17 مارس عام 2000. أنتجت إلى أنمي تلفزيوني من قبل استوديو أي.سي.جي.تي، عرض الأنمي في 8 أبريل عام 2003 حتى 8 يوليو عام 2003، على تلفزيون وائووائو، وتكون 13 حلقة + 1 أوفا.

## القصة
تدور أحداث القصة عن رحالة اسمه كينو، يسافر حول العالم على دراجته الناطقة هيرمس، ويقوم بأكتشاف البلدان والتعرف على ثقافاتهم المختلفة، والعادات السيئة والجيدة من بلد إلى آخر.

## الشخصيات
كينو (باليابانية: キノ، بالروماجي: Kino)
مؤدية الصوت: أي مايدا (أنمي 2003)
آوي يوكي(أنمي 2017)
هيرمس (باليابانية: エルメス، بالروماجي: Erumes)
مؤدي الصوت: ريوجي أيغاسي(أنمي 2003)
سوما سايتو(أنمي 2017)
كينو (أورجينال)
مؤدي الصوت: كازوهيكو إينوي(أنمي 2003)
دايسكي أونو(أنمي 2017)
شيزو (باليابانية: シズ، بالروماجي: Shizu)
مؤدي الصوت: تاكاشي إيري(أنمي 2003)
يويتشيرو أوميهارا(أنمي 2017)
ريكو (باليابانية: 陸، بالروماجي: Riku)
مؤدي الصوت: هوتشو أوتسوكا(أنمي 2003)
كينيتشيرو ماتسودا(أنمي 2017)
تي (باليابانية: ティー، بالروماجي: Tii)
مؤدية الصوت: أياني ساكورا(أنمي 2017)
ساكورا (باليابانية: 桜، بالروماجي: Sakura)
مؤدية الصوت: آوي يوكي(أنمي 2003)
كوكوا آمانو(أنمي 2017)
شيشو (باليابانية: 師匠، بالروماجي: Shishō)
مؤدية الصوت: لين(أنمي 2017)

## أنظر أبضا
الأنمي في 2017

## وصلات خارجية
- موقع الرواية الخفيفة الرسمي نسخة محفوظة 14 سبتمبر 2020 على موقع واي باك مشين. (باليابانية)
- موقع رحلة كينو 2017 الرسمي  (باليابانية)

رحلة كينو على موقع ANN manga (الإنجليزية)